# 大伊若拉
大伊若拉（羅馬化：Bolʹshaya Izhora）是俄罗斯列宁格勒州的市级镇，属罗蒙诺索夫区，地处列宁格勒州西部芬兰湾沿岸，位于区行政中心罗蒙诺索夫西北，在圣彼得堡西、加特契纳西北方。一条小河流黑溪（Чёрная Речка）流经该地。
1939年设市级镇，该地2021年人口有2,747人；2010年人口3,314；2002年人口3,831；1989年人口3,967。